# 弗迪格里 (內布拉斯加州)
弗迪格里（英語：Verdigre）是位於美國內布拉斯加州諾克斯縣的村。

## 人口
根據2020年美國人口普查的數據，弗迪格里的面積為1.46平方千米，當中陸地面積為1.42平方千米，而水域面積為0.04平方千米。當地共有人口554人，而人口密度為每平方千米379人。